# Новое (Большесельский район)
Новое — село в Большесельском районе Ярославской области России.
В рамках организации местного самоуправления входит в Большесельское сельское поселение, в рамках административно-территориального устройства является центром Новосельского сельского округа.

## География
Расположено на берегу реки Юхоть, в 10 километрах к западу от райцентра, села Большое Село.

## Население
| 1859 | 2007 | 2010 |
| ---- | ---- | ---- |
| 487  | ↗518 | ↗522 |

Согласно результатам переписи 2002 года, в национальной структуре населения русские составляли 99 % из 533 жителей.

## История
В 1658 году Митрополит Ростовский Иона Сысоевич дал храмоздательную грамоту на постройку деревянного храма в селе. Дата перестройки в камне не известна, предположительно — середина XVIII века. В 1789 году новосельцы обращаются к Митрополиту Арсению с просьбой о благословении перестройки каменного Троицкого храма, которое и получили. От прежнего храма остался только зимний. Колокольня и летний храм были отстроены к 1795 году, но, из-за произошедшего пожара, храм освятили только в 1800 году. Престолов было пять: в настоящей холодной — во имя Св. Живоначальной Троицы, — с приделом по правую сторону — во имя св. и чуд. Николая, — в теплой церкви, по правую сторону — во имя Богоявления Господня, — по левую — во имя Всех Святых, — над входом в церковь, от колокольни, придел холодный — во имя Тихвинской Божией Матери.
Уже в первой половине XVI века на месте Леонтьевского погоста (входит в состав села) существовала деревянная церковь в честь «небесного покровителя» Ростовской земли епископа Леонтия, убитого язычниками в Ростове в 1071 году. Видимо село со временем отодвинулось от храма к дороге и вокруг Леонтьевской церкви осталось лишь сельское кладбище — погост. В 1730 году на погосте построена летняя церковь, зимняя перестроена в 1842 году на средства прихожан. В церкви было два престола: летний — в честь св. Леонтия, Ростовского чудотворца, зимний — в честь препод. Иоанна Кущника. Вторая церковь Леонтьевского погоста — Церковь Михаила Архангела выстроена в 1800 году на средства богатого крестьянина соседней деревни Зайково Михаила Васильевича Орешникова. В 1857 году в селе было открыто Новосельское приходское училище.
В конце XIX — начале XX село являлось центром Новосельской волости Угличского уезда Ярославской губернии.
С 1929 до 1992 года село являлось центром Новосельского сельсовета Большесельского района, а с 1992 года — центром Новосельского сельского округа.

## Известные жители
- Заозерский, Николай Александрович (1851—1919) — правовед, специалист по церковному праву.

## Инфраструктура
В селе имеются Новосельская средняя общеобразовательная школа, детский сад, дом культуры, офис врача общей практики, отделение почтовой связи, ФАП (открыт в 2022 году).

## Достопримечательности
В селе расположена действующая Церковь Троицы Живоначальной (1800). На бывшем Леонтьевском погосте расположены действующая Церковь Михаила Архангела (1800) и недействующая церковь Леонтия Ростовского (1730).